# Fors ullspinneri

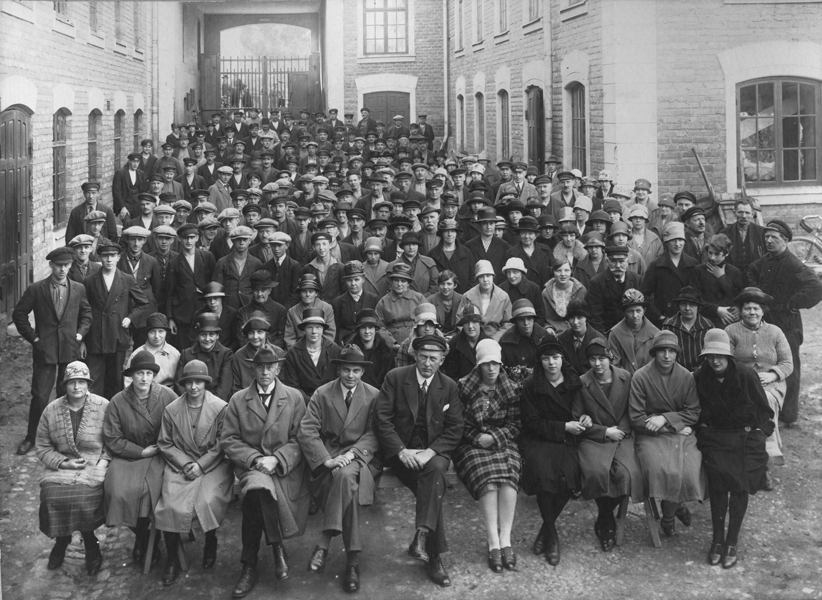
Personalen på AB Fors Ullspinneri, ungefär hälften av arbetarna var kvinnor, 1920-tal, Sörmlands museum

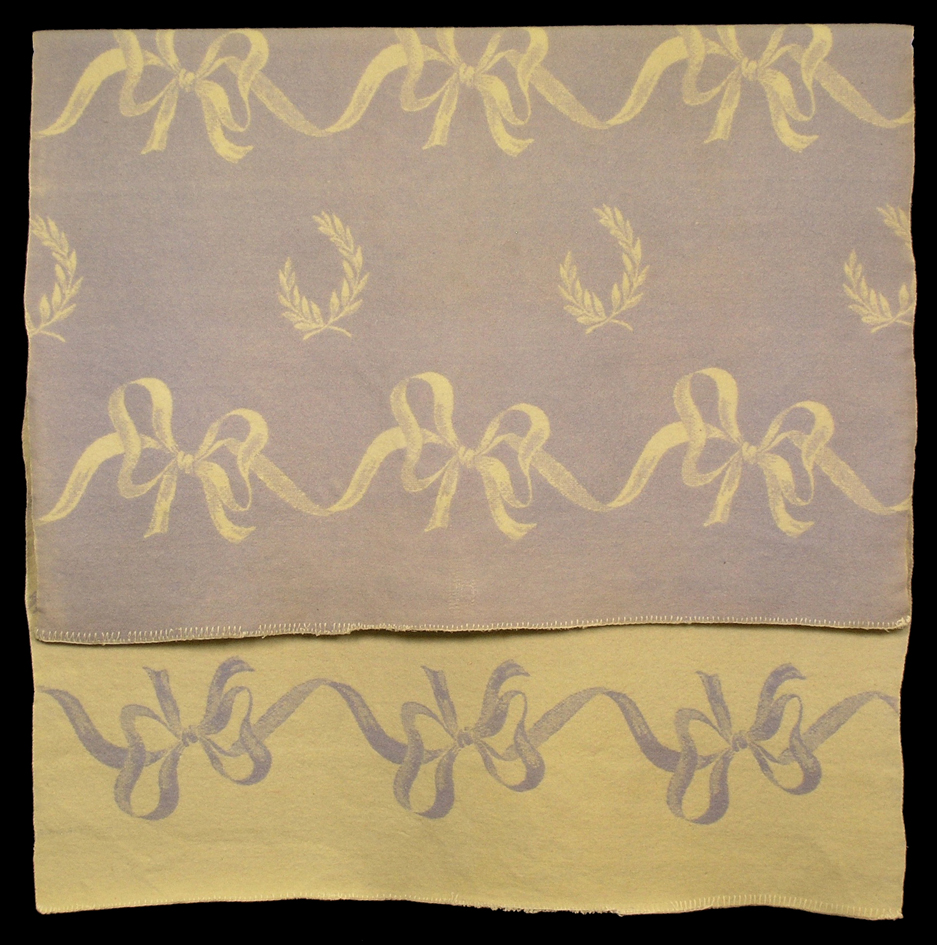
Yllefilt från Fors Ullspinneri i Nyköping, 1940-tal, Sörmlands museum.

Fors ullspinneri (Fors Yllespinnerier) grundades 1873 vid Forsfallet i Nyköpingsån i Nyköping och blev en storindustri med närmare 400 anställda. Produktionen utgjordes i huvudsak av filtar. Fabriken lades ner på 1960-talet då verksamheten koncentrerades till Borås där Svenska Yllekoncernen AB hade sin huvudverksamhet.

## Historia
Textilindustrin hade sin storhetsperiod i Nyköping på 1700–1900-talet. Det fanns då tre stora textilfabriker i Nyköping: Fors ullspinneri, Hargs fabrikers AB och Periodens bomullsspinneri.
Starten för verksamheten på platsen var 1740, då Govert Keyser flyttade sin finklädesbutik, Keyserska Klädesfabriken från Stockholm till Nyköping, där han satte upp sin verksamhet vid Sankt Anne Kvarn. Verksamheten kom under årens lopp att bedrivas av en rad olika firmor. Johan Gustaf Lenning övertog 1777 verksamheten och drev här Lennings klädesfabrik, som 1830 hade 66 anställda. 1847 lades verksamheten ned och redskapen såldes.
Nya textilfabriker övertog dock området, 1876 köptes fabrikerna av Daniel Elgérus i Örebro och Carl Lindahl från Vingåker. Fabriken hade då 40 personer anställda. 1886 ombildades bolaget till aktiebolag under namnet AB Fors Ullspinneri. Fram till 1891 användes handvävstolar, men efter det inköpes några mekaniska vävstolar. Fors Ullspinneri byggs ut 1898, och det tillkommer ett fyravåningshus, samtidigt köptes alla byggnader runt vattenfallet in och ullspinnerier blev därmed äger till hela fallen. Man ersatte då de tidigare vattenhjulen med turbiner och uppförde en elektrisk kraftstation. 27 år senare, 1918, var alla vävstolar mekaniska. Det fanns då totalt 92 stycken, och 283 anställda.
En filialfabrik öppnas i Norrköping 1919, med cirka 60 anställda för tillverkning av säng- och resfiltar. En ny fabriksbyggnad uppfördes på 1920-talet utmed Hospitalsgatan.
Fors Ullspinneri går med i Svenska yllekoncernen AB 1930, och 1948 upphörde fabriken att vara en självständig enhet och blev i stället en avdelning inom Svenska Yllekoncernen.
1960 läggs fabriken ner och flyttas till Borås, där Svenska yllekoncernen AB hade sin huvudverksamhet.

## Nutida bilder

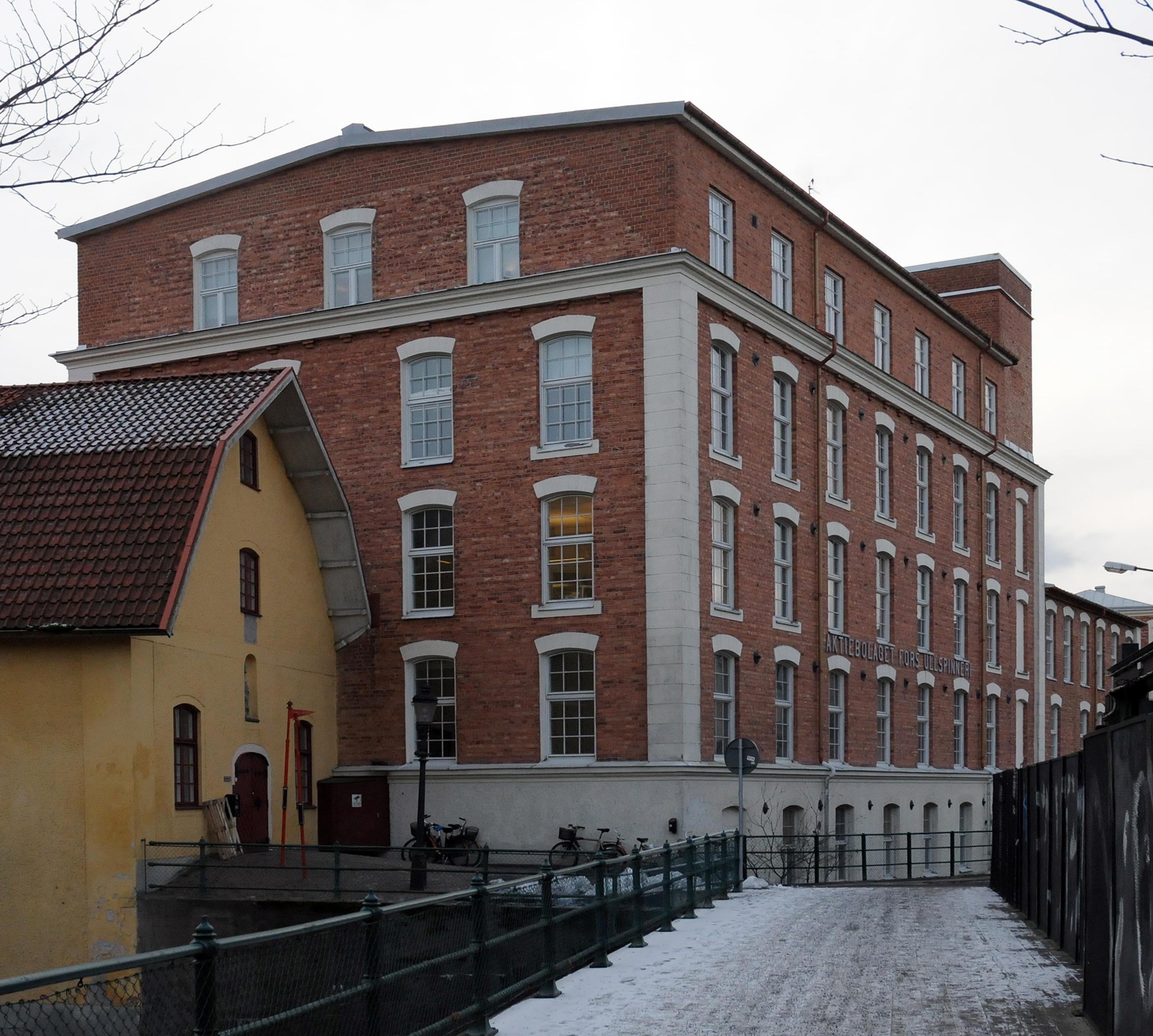
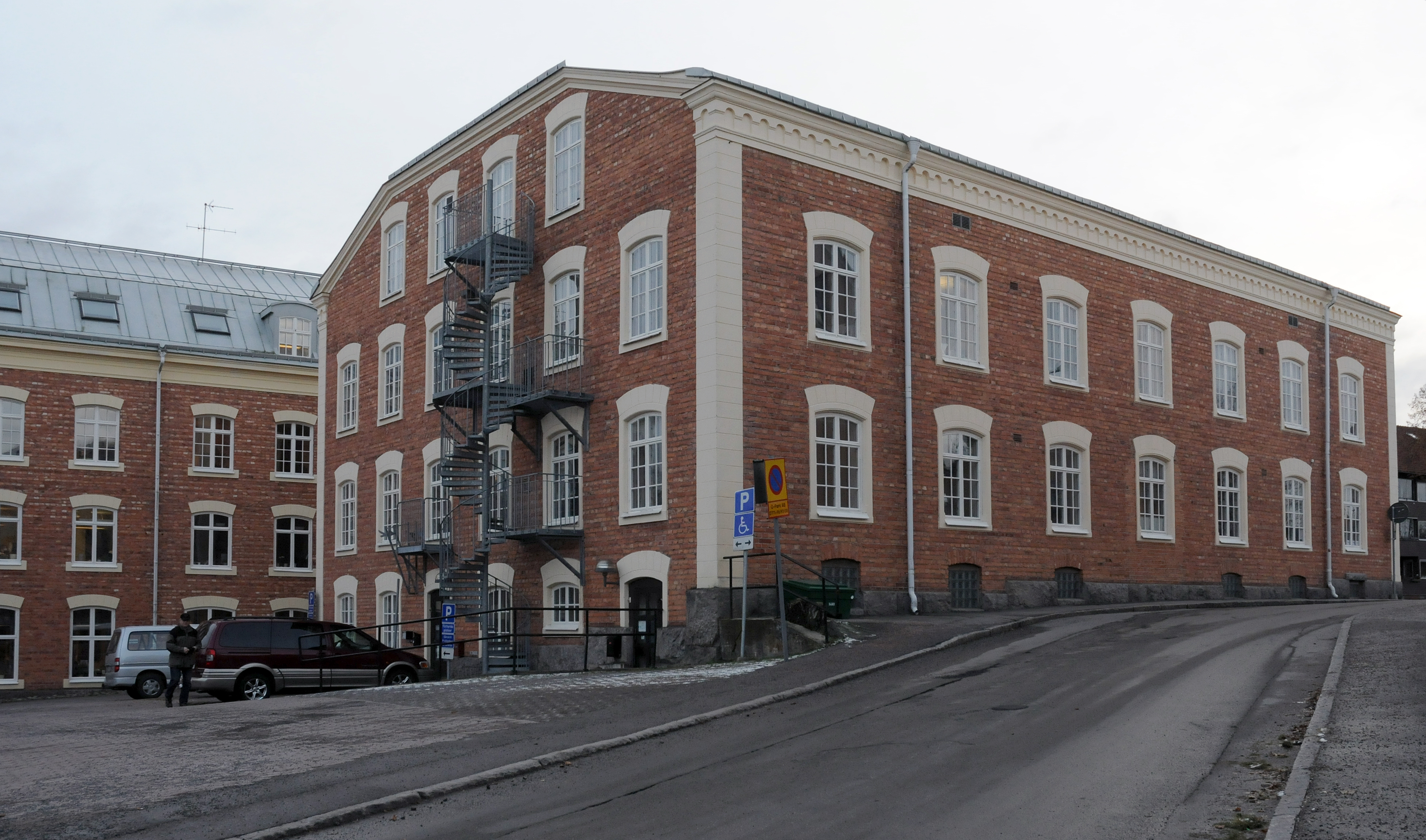
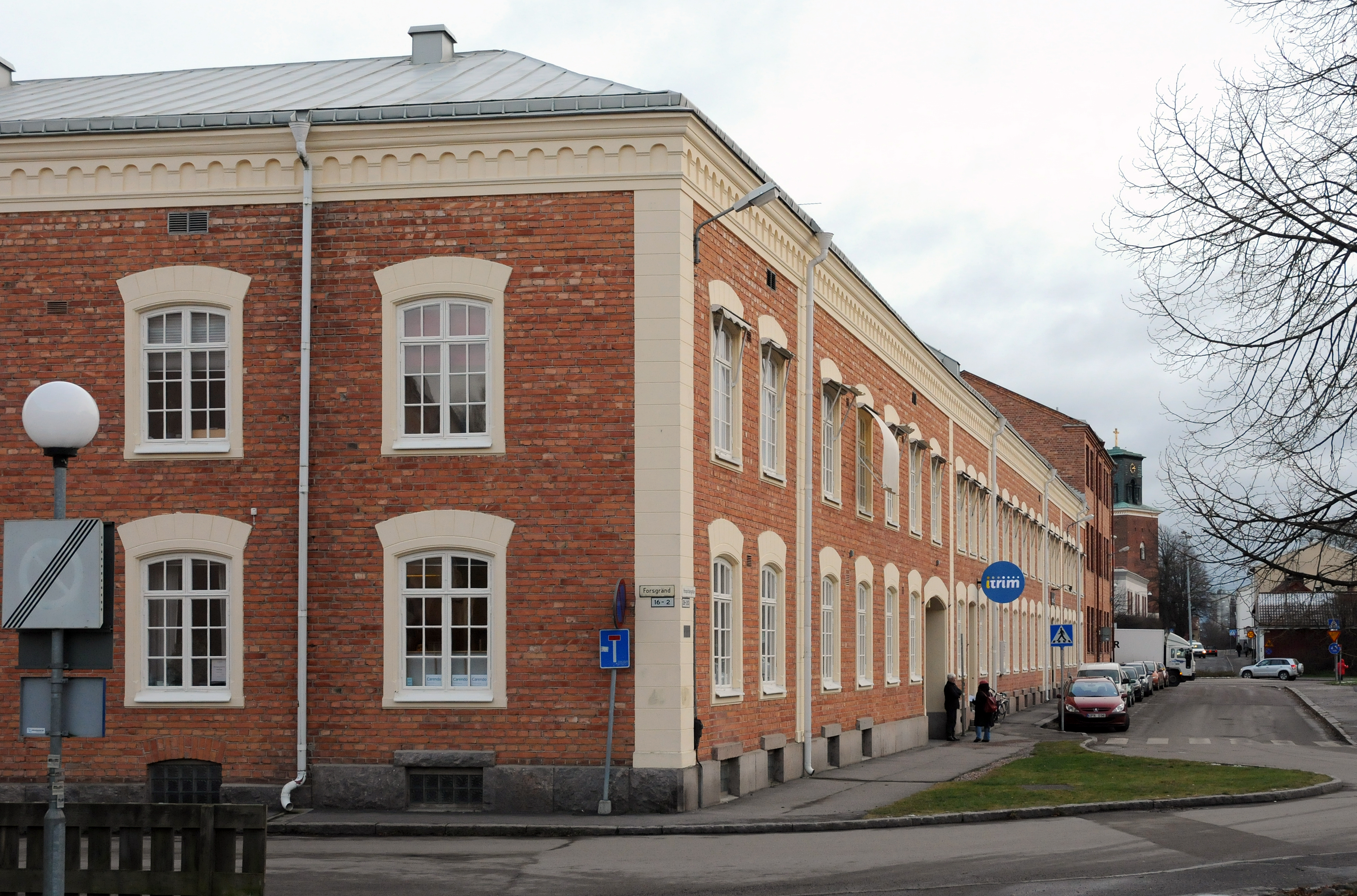